# Раймунд Анджейчак
Раймунд Томаш Анджейчак (пол. Rajmund Tomasz Andrzejczak) (нар. 29 грудня 1967) — польський військовий офіцер, генерал Війська Польського, з 3 липня 2018 року начальник Генерального штабу Війська Польського.

## Життєпис
Випускник Академії бронетанкових військ у Познані (1991) та Військової академії оборони Чеської Республіки в Брно (2001). У 2003–2005 рр. командир 1-го бронетанкового батальйону Кречовецького Улану в Ожиші, командувач польського військового контингенту UNDOF на ізраїльсько-сирійському кордоні. У 2008–2009 роках — заступник командира 34-ї танкової кавалерійської бригади в Жагані, потім командир 4-ї та 5-ї зміни польського військового контингенту в Афганістані. 9 серпня 2011 року Президент Республіки Польща Броніслав Коморовський призначив його у звання бригадного генерала. У 2012–2014 роках — командир 17-ї механізованої бригади в Мендзижечі. Восени 2014 року став заступником командира і начальником штабу 12-ї механізованої дивізії Щецина. З 3 травня 2016 р. командир ДЗ 12. 11 серпня 2016 року президент Республіки Польща Анджей Дуда призначив його у званні генерал-майора. 29 червня 2018 року передав бригадний генерал Мацей Яблонський (генерал), командуючий дивізією.
29 червня 2018 року президент Республіки Польща Анджей Дуда призначив його 3 липня 2018 року у звання генерал-лейтенанта та на посаду начальника Генерального штабу Війська Польського. У понеділок, 2 липня 2018 року, отримав від Президента Республіки Польща акти про присвоєння військового звання генерал-лейтенанта та посади начальника Генерального штабу Збройних Сил Польщі. Рішенням Президента Республіки Польща Анджея Дуди від 1 серпня 2018 року генерал Раймунд Анджейчак призначений на посаду Верховного Головнокомандувача Збройними Силами.
Рішенням Президента Республіки Польща Анджея Дуди від 7 листопада 2019 року присвоєно звання генерала. Акт про призначення отримав 12 листопада 2019 року від Президента Республіки Польща в Президентському палаці.

## Просування по службі
- Підпоручник – 1991р
- Поручник - 1994 рік
- Капітан - 1995
- Майор - 2000
- Підполковник - 2004 р.
- Полковник - 2008
- Бригадний генерал - 9 серпня 2011 p.[3].
- Генерал дивізії - 15 серпня 2016 р.[5].
- Генерал армії - 3 липня 2018 p.[7]
- Генерал - 7 листопада 2019 р.[9]

## Ордени та нагороди
- Офіцерський хрест ордена Restituta Polonia - 2021 p.[11]
- Командорський хрест ордена Військового хреста - 2009 p.
- Військовий Хрест Заслуги - 2016 p.
- Зірка Іраку
- Зірка Афганістану
- Бронзова медаль «Збройні Сили на службі Батьківщині»
- Срібна медаль «За внесок у оборону країни»
- Пам’ятний знак «Медаль 100-річчя створення Генерального штабу Збройних Сил Польщі» – 2018 р. за посадою
- Золотий військовий значок фітнесу
- Військовий знак фізичної підготовки (wz. 2012)
- Почесний знак Сухопутних військ
- Пам’ятний знак Командування Сухопутних військ (No 527) – 2007 р.
- Пам'ятний знак 17 WBZ - 2012, за посадою
- Пам'ятний знак 12 ДЗ - 2016 р. за посадою
- Пам'ятний знак СГ WP - 2018 за посадою
- Знак 1-го Кречовецького лансера / 1-го батальйону танків 15-го БЗ в Ожиші
- Срібна медаль за заслуги перед міліцією
- Нагрудний знак «За заслуги перед ЗКРПіБВП»
- Почесний знак Спілки інвалідів війни Республіки Польща - 2013 p.[12]
- Срібна медаль «Охоронець національних меморіалів»
- Нагрудний знак IV ступеня (бронза) «За заслуги перед Союзом солдатів Війська Польського»
- Медаль XXX-річчя Союзу солдатів Війська Польського
- Золота медаль «За заслуги перед польським товариством Пілсудського» - 2015 p.[13]
- Почесний знак Польського Червоного Хреста 3 ступеня
- Знак випускника Військової академії в м. Брно - Чехія
- Бронзова зірка - США, 2009 р.[14][15]
- Почесна медаль армії - США
- Медаль ООН за місію UNDOF (з цифрою "2")
- Медаль НАТО за місію ISAF - 2009 p.
- Пам'ятна медаль багатонаціонального дивізіону «Центр-Південь» в Іраку
- Почесна медаль за заслуги перед Військовою поліцією - 2019 p.[16]